# تاکامونه نگیشی
تاکامونه نگیشی (انگلیسی: Takamune Negishi؛ زادهٔ ۲۸ سپتامبر ۱۹۶۱) موسیقی‌دان اهل ژاپن است.